# The Crow, the Owl and the Dove
«The Crow, the Owl and the Dove» (с англ. — «Ворона, сова и голубка») — сингл финской симфоник-метал-группы Nightwish, вышедший 2 марта 2012 года на лейбле Nuclear Blast. Стал вторым синглом с альбома Imaginaerum и, также как и первый, возглавил финские чарты. Помимо трёх вариантов композиции «The Crow, the Owl and the Dove», включает в себя кавер «The Heart Asks Pleasure First».

## Создание
Музыка композиции «The Crow, the Owl and the Dove» написана на акустической гитаре басистом Nightwish Марко Хиеталой. В гримёрке во время концерта группы в Москве он озвучил свой замысел Туомасу Холопайнену, который в результате попросил его не использовать эту песню для Tarot, другой группы Хиеталы, а сберечь её для Nightwish. Написание текста песни заняло у Холопайнена 15 минут. Вдохновением для него послужило творчество американского писателя и философа Генри Дэвида Торо. Песня повествует о таких ценностях, как гордость, мудрость и любовь, определяемых при помощи метафор-птиц — во́рона, филина и голубя соответственно. Все вместе они образуют название композиции.
Кавер «The Heart Asks Pleasure First» был записан во время работы Nightwish над альбомом Dark Passion Play. Трек не вошёл в альбом и не публиковался отдельно в связи с тем, что группе не удалось получить разрешения на публикацию у его автора Майкла Наймана. Позднее согласие на выпуск всё-таки было получено. Оригинальную же композицию можно услышать в фильме «Пианино».

## Конкурс клипов
В марте 2012 года Nuclear Blast, издающий лейбл Nightwish, провёл среди фанатов группы конкурс на съёмку любительских клипов для песни «The Crow, the Owl and the Dove». Участникам конкурса предоставлялась для работы радио-версия песни в формате MP3. Лучшие ролики выбирались музыкантами Nightwish, представителями Nuclear Blast и менеджмента. Победитель получил «Золотой Билет», позволявший попасть на любой концерт группы в рамках тура в поддержку альбома Imaginaerum, специальный приз и возможность встретиться с группой. Участники, занявшие второе и третье места, получили по два билета на ближайший к ним концерт Nightwish, а также ограниченное туровое издание Imaginaerum. Находясь под впечатлением от конкурсных работ, представители лейбла приняли решение наградить участников, показавших четвёртый и пятый результаты. После подведения итогов клипы победителей были размещены на официальном канале Nuclear Blast на YouTube.

## Список композиций
| №                   | Название                                                | Автор(ы)                         | Длительность |
| ------------------- | ------------------------------------------------------- | -------------------------------- | ------------ |
| 1.                  | «The Crow, the Owl and the Dove» (Radio edit)           | Туомас Холопайнен, Марко Хиетала | 3:46         |
| 2.                  | «The Heart Asks Pleasure First»                         | Майкл Найман, М. Хиетала         | 4:21         |
| 3.                  | «The Crow, the Owl and the Dove» (Album version)        | Т. Холопайнен, М. Хиетала        | 4:10         |
| 4.                  | «The Crow, the Owl and the Dove» (Instrumental version) | Т. Холопайнен, М. Хиетала        | 4:07         |
| 5.                  | «The Heart Asks Pleasure First» (Instrumental version)  | М. Найман, М. Хиетала            | 4:20         |
| Общая длительность: | Общая длительность:                                     | Общая длительность:              | 20:44        |

## Участники записи
| Nightwish - Анетт Ользон — вокал - Марко Хиетала — бас, вокал, аранжировка - Эмппу Вуоринен — гитара, аранжировка - Юкка Невалайнен — ударные, аранжировка - Туомас Холопайнен — клавишные, фортепиано, аранжировка, продюсирование | Технический персонал, оформление - Микко Кармила (фин. Mikko Karmila) — сведение - Мика Юссила (фин. Mika Jussila) — мастеринг - Янне и Йина Питкянен (фин. Janne & Gina Pitkänen) — обложка - Тимо Поллингер (фин. Timo Pollinger) — вёрстка |

## Чарты
- Финляндия — 1[6]
- Германия — 82[12]